# Raumschall

Veranschaulichung der Vielfachreflexionen an den Wänden.
Ohne Schallabsorption steigt die Unruhe.

Raumschall R, auch Diffusschall oder Diffusfeld, ist der Schall in einem geschlossenen Raum, der – im Gegensatz zum Direktschall D – bei seinem Eintreffen am Hör- oder Messort bereits mehrere Reflexionen erfahren hat.

## Verhältnis zum Direktschall
Das Verhältnis des insgesamten reflektierten zum direkten Schall ist für die Hörsamkeit eines Raums bedeutsam. Die tontechnischen Raumbeschreibungs- und Empfindungs-Begriffe Raumschallfeld (R > D) und Direktfeld bzw. Freifeld (R < D) werden durch den Hallradius rH getrennt. Dies ist derjenige Abstand zur Schallquelle in einem geschlossenen Raum, an dem der Schallpegel des Raumsignals gerade der Größe des Direktsignals entspricht (R = D). Bei der Raumbeschreibung zu Tonaufnahmen spricht man auch von einem klangbestimmenden R/D- bzw. D/R-Verhältnis (Hallmaß).
Werden bei Tonaufnahmen die Mikrofone innerhalb des Hallradius aufgebaut, so vermeidet man den Effekt der Halligkeit, der bei starkem Überwiegen des Raumschallanteils entsteht, und man kann Solisten oder einzelne Instrumentengruppen eines Orchesters weitgehend unabhängig voneinander regeln. Der fehlende Raumschall kann mit Raummikrofonen aufgenommen und der Aufnahme in gewünschtem Maße hinzugefügt werden.
Die Begriffe Diffusfeld und Direktfeld werden nicht immer einwandfrei von den Ausdrücken Nahfeld und Fernfeld auseinandergehalten. Während Diffusfeld und Direktfeld durch die Eigenschaften des Umgebungsraums bestimmt werden, sind Fernfeld und Nahfeld durch die Schallquelle selbst (den Störer) gekennzeichnet, dabei wird die Raumwirkung nicht betrachtet – also quasi reflexionsarmer Raum.

## Laufzeitverzögerung
Zeitverzögerte (reflektierte) Signale desselben Signals bewirken bis zu einer Laufzeitverzögerung von Δ t = 50 ms bei gleichem(!) Pegel des Rückwurfs eine erwünschte Schallverstärkung. Dagegen können bei Laufzeitverzögerungen Δ t > 50 ms und gleichem Pegel das Direktsignal D und das reflektierte Signal R als separate Hörereignisse empfunden werden (raumakustisch unerwünschtes Echo); bei geringerem Reflexionspegel kann die Laufzeitverzögerung weiter erhöht werden.

## Anfangszeitlücke
Raumschall ist in Verbindung mit der Anfangszeitlücke (Pre-Delay) auch nützlich, um die Illusion der Tiefenstaffelung bei Stereoaufnahmen und Raumklang-Aufnahmen zu erreichen. Hilfreich ist dabei ein trockener „Vordergrund“ aus Direktschall.
Ist die Anfangszeitlücke größer als 30 ms und kleiner als etwa 60 ms, so entsteht ein großräumiger und durchsichtiger Klangeindruck. Ist die Zeitlücke dagegen kleiner als 15 ms, so entsteht ein kleinräumiger Eindruck. Es ist daher empfehlenswert, die Anfangszeitlücke groß einzustellen und erst bei Notwendigkeit zu verkürzen.
In einem Raum erzeugt jede Schallquelle eine eigene Anfangszeitlücke, die vom Ort der Schallquelle und dem Ort des Hörers bzw. dem Messort abhängt. Dagegen ist das Pre-Delay bei einem Nachhallgerät eine feste Zeiteinstellung, es entspricht also nicht den natürlichen Gegebenheiten im Raum. Demnach ist es unrichtig, die Anfangszeitlücke als Raumkonstante zu bezeichnen, wie dies in Lehrbüchern zu lesen ist.